# لیندا مدالن
لیندا مدالن (زادهٔ ۱۷ ژوئن ۱۹۶۵ میلادی در سندنس) بازیکن زن پیشین فوتبال اهل کشور نروژ است. او یکی مشهورترین بازیکنان زن فوتبال نروژ است که ۱۵۲ ملی نیز برای این کشور انجام داده‌است و ۶۵ گل به ثمر رسانده‌است. او یکی از بازیکنان تیم ملی فوتبال زنان نروژ بود که به همراه این تیم در جام جهانی فوتبال زنان ۱۹۹۵ قهرمان این مسابقات شد. وی بیشتر دوران بازیگری خود را در تیم باشگاهی آسکر گذراند. وی در سال ۲۰۰۶ و در سن ۴۱ سالگی از فوتبال خداحافظی کرد. او همچنین هفت فصل را در ژاپن و برای تیم نیکو بازی کرد. او در ابتدا کار خود را در پست مهاجم آغاز کرد اما رفته رفته و در پایان دوران بازیگری خود در پست دفاع به میدان می‌رفت.
در کنار فوتبال وی به عنوان پلیس خدمت می‌کرد. در سال ۲۰۰۷ او به عنوان سیاست مدار از طرف حزب محافظه کار نروژ در شهر آسکر به عنوان سیاستمدار محلی انتخاب شد.او به‌طور آشکارا همجنسگرایی خود را در مجلهٔ سه او هور و در ژوئن ۱۹۹۹ مطرح کرده‌است.در ۱۶ ژوئن ۲۰۱۲ مدالن با ترود فلان ازدواج کرد.